# Trójkąty i kwadraty
Trójkąty i kwadraty – singel zwiastujący debiutancki album Dawida Podsiadły, Comfort and Happiness. Radiowa prapremiera odbyła się na antenie Programu III Polskiego Radia 27 kwietnia 2013 w audycji "MO czyli Mało Obiektywnie", a 30 kwietnia utwór "Trójkąty i kwadraty" został piosenką dnia w radiowej Trójce. Piosenka jest 4. z kolei na albumie, na którym pod pozycją 12. znajduje się jej wersja anglojęzyczna ("S&T").

## Notowania
| Lista                                     | Pozycja |
| ----------------------------------------- | ------- |
| Polska (Dance Top 50)                     | 22      |
| Lista Przebojów Programu Trzeciego        | 1       |
| Extralista RDC                            | 1       |
| Lista Przebojów Radia Katowice            | 1       |
| Lista Przebojów Radia Łódź                | 15      |
| Lista Przebojów Radia Merkury             | 1       |
| Lista Przebojów Radia Nysa FM             | 1       |
| Lista Przebojów Radia PiK                 | 4       |
| Lista Przebojów Radia Zet                 | 4       |
| Lista Przebojów Raga Top Radia Olsztyn    | 4       |
| NRD – Lista Przebojów Eska Rock           | 2       |
| SLiP                                      | 2       |
| Uwuemka                                   | 2       |
| Poplista RMF FM                           | 3       |
| Codzienna Lista Przebojów – Radio Bielsko | 3       |
| Lista Przebojów Radia Złote Przeboje      | 2       |
| Mniej Więcej Lista – Radio Zachód         | 6       |
| Wietrzne Radio                            | 3       |

## Teledysk
Opublikowano 30 maja 2013 w serwisie internetowym Vevo. Klip zrealizował Jacek Kościuszko.
Dawid Podsiadło o technice wykorzystanej w wideoklipie i 2 wersjach obrazu:

Używaliśmy kamery, która potrafi kręcić obraz 360 stopni i powstaną dwie wersje teledysku. Jedna, którą będziemy starali się puszczać w różnych programach i telewizji, ale będzie też wersja dla odbiorców w internecie i tam będą mogli oni dowolnie obracać kamerą w czasie rzeczywistym trwania teledysku.